# Prato Sesia
Prato Sesia (piemontesisch Pra) ist eine italienische Gemeinde mit 1830 Einwohnern (Stand 31. Dezember 2023) in der Provinz Novara (NO), Region Piemont.
Die Nachbargemeinden sind Boca, Cavallirio, Grignasco, Romagnano Sesia und Serravalle Sesia (VC). Der Schutzheilige des Ortes ist San Bernardo.
Das Gemeindegebiet umfasst eine Fläche von 12 km².